# Ernst Scheffelt
Ernst Friedrich Emil Scheffelt (* 19. Februar 1885 in Badenweiler; † 8. Dezember 1969 ebenda) war ein deutscher Biologe und Heimatforscher.

## Leben
Scheffelt besuchte die Realschule in Müllheim und die Oberrealschule in Freiburg, wo er 1903 die Abiturprüfung bestand. Nach Ableistung des Militärdienstes als Einjährig-Freiwilliger studierte er Biologie, Geographie und Geologie in Freiburg, Tübingen und Heidelberg. Im Juli 1908 promovierte er in Freiburg mit einer zoologischen Arbeit zum Thema Die Tierwelt der Schwarzwaldseen.
1909 bis 1912 folgten in Berlin Studien der Medizin, Rassen- und Völkerkunde und der Ur- und Frühgeschichte, die 1912 mit dem medizinischen Vorexamen abgeschlossen wurden. 1913 trat Scheffelt eine Assistentenstelle bei der bayrischen biologischen Versuchsanstalt in München an. Von August 1914 bis Februar 1919 diente er im Ersten Weltkrieg und verließ das Militär als Leutnant der Reserve.

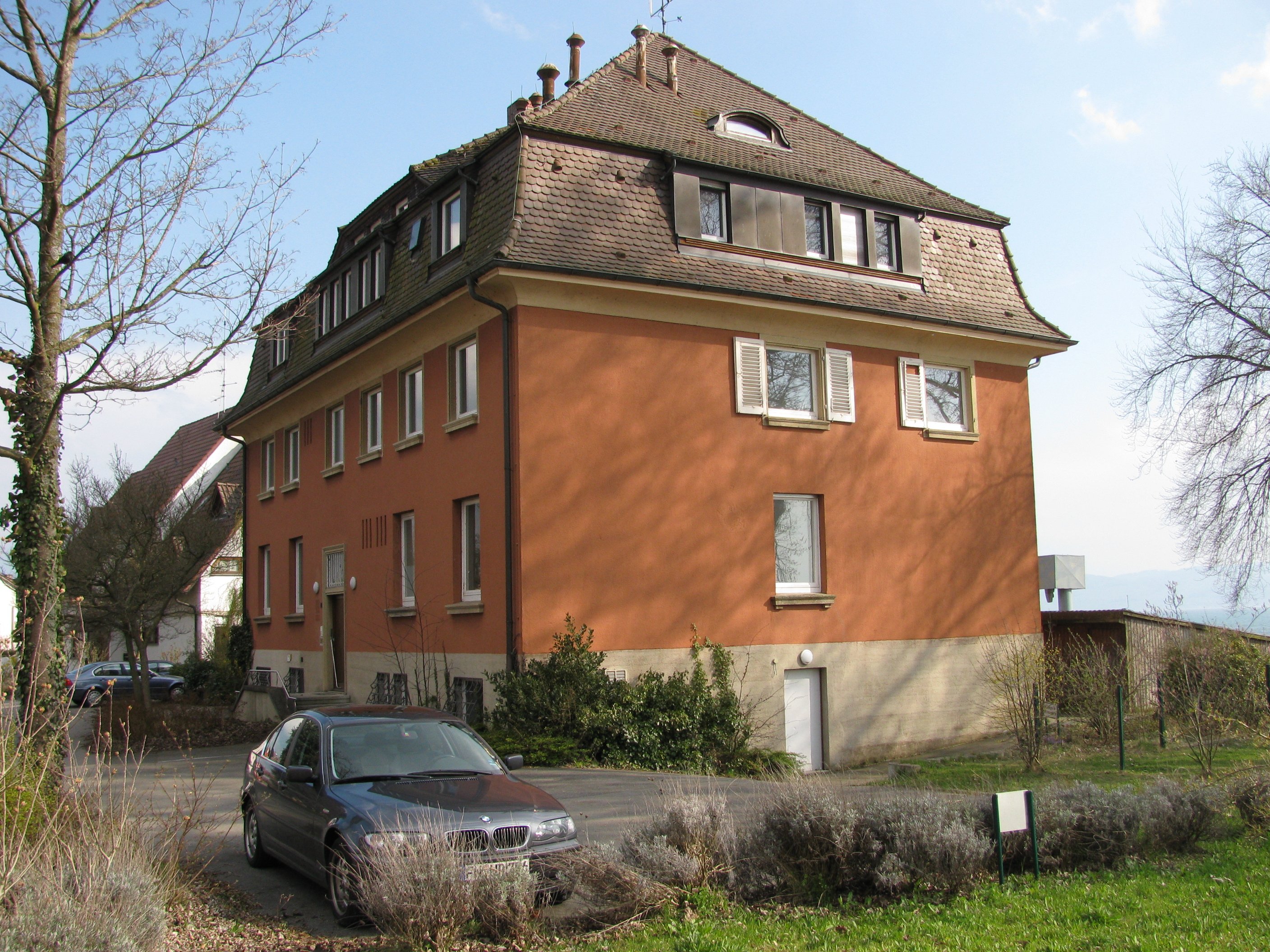
Institut für Seenforschung Langenargen

Die bayrische biologische Versuchsanstalt für Fischerei eröffnete im November 1919 in Bernau am Chiemsee eine Zweigstation ihrer hydrobiologische Station in Langenargen am Bodensee. Scheffelt wurde mit der Leitung dieser Zweigstation betraut. Später wechselte er nach Langenargen zu dem von Reinhard Demoll geleiteten Institut für Seenforschung (Limnologie), wurde aber weiterhin vom bayerischen Staat bezahlt. Während seiner Dienstzeit in Langenargen wurde der Neubau für das Institut erstellt, der 1925 fertiggestellt wurde. Scheffelt kritisierte in einem Schreiben an den Vorsitzenden des Kuratoriums Eugen Kauffmann die Aufwendungen für die ebenfalls in diesem Bau befindliche Wohnung von Demoll, der Wert auf Ästhetik und Komfort legte. Es wird vermutet, dass dadurch das Vertrauensverhältnis zwischen Demoll und Scheffelt gestört wurde, was letztlich dazu führte, dass Scheffelts Vertrag 1926 nicht verlängert wurde und er nach Badenweiler zurückkehrte. Hier übernahm er die Verwaltung des Anwesens des 1922 verstorbenen Vaters; seine Frau führte hier auch eine Pension.
Scheffelt war nun als Privatgelehrter schriftstellerisch tätig und publizierte zu Themen der regionalen Zoologie und zur regionalen Geschichte. Neben einigen Monografien schrieb er eine große Anzahl von Artikeln in diversen lokalen und regionalen Zeitschriften, wie „Das Markgräflerland“ und „Die Markgrafschaft“. Aber er gab sein Wissen nicht nur schriftlich weiter, sondern auch in vielen Vorträgen und Führungen - insbesondere in den römischen Badruinen.
1929 wurde Scheffelt ehrenamtlicher Bezirkspfleger für Ur- und Frühgeschichte im Landkreis Müllheim und nahm diese Aufgabe, die auch die Betreuung der römischen Badruinen umfasste, bis 1950 wahr. Von 1929 bis 1946 war er Vorsitzender des Schwarzwaldvereins Müllheim-Badenweiler, der ihn dann nach der Neugründung 1948 zum Ehrenvorsitzenden ernannte. Von 1931 bis 1938 wirkte er im Gemeinderat von Badenweiler, bis er das Amt krankheitshalber niederlegte — von 1931 bis 1945 hatte er das Gemeindeamt eines „Waldmeisters“ (Förster) inne.

### Die dunkle Seite
Scheffelt war bereits vor dem Verbot der NSDAP 1923 schon einmal Mitglied der NSDAP und trat ihr am 1. Mai 1933 erneut bei. Im Mai 1939 wurde er aufgrund einer Auseinandersetzung mit dem NSDAP-Kreisleiter Hugo Grüner wegen Beleidigung aus der Partei ausgeschlossen. Auf Rat des nationalsozialistischen Erziehungswissenschaftlers Ernst Krieck hat Scheffelt diesen Beschluss des Kreisgerichts der NSDAP angefochten und wurde durch Beschluss des Gaugerichtes im März 1941 wieder aufgenommen. Scheffelt war auch Mitglied im NS-Reichskriegerbund, dessen kommissarischer „Kreiskriegerführer“ er vom Herbst 1938 bis Frühjahr 1939 war. Von 1934 bis 1938 wirkte er in Badenweiler als „Ortswart“ der nationalsozialistischen Gemeinschaft Kraft durch Freude (KdF) für die er die Führungen durch die historischen Bäder durchführte. Im Januar 1948 wurde ein Entnazifizierungsverfahren gegen Scheffelt eingeleitet. Am 23. August 1948 gab Scheffelt gegenüber der Spruchkammer Lörrach zu Protokoll: „Ich bin ein unpolitischer Mensch schon immer gewesen.“ Bereits im Juni 1948 hatte der Untersuchungsausschuss Müllheim die Einstufung Scheffelts als „Mitläufer“ vorgeschlagen.
In einem Brief vom 4. August 1948 an den badischen Staatspräsidenten Leo Wohleb bezeichnete er sich selbst als ältesten Schüler von Eugen Fischer, der als  nationalsozialistischen Rassenhygieniker angesehen wird. Scheffelt hat in dem Schreiben vorgeschlagen Westberlin gegen Thüringen einzutauschen, da die Hauptmasse der Berliner Bevölkerung slawisch sei.

## Familie
Scheffelt war der älteste Sohn des Gutsbesitzers Ernst Scheffelt und dessen Ehefrau geb. Blüss. Im Oktober 1919 heiratete er Elise Meissburger aus Badenweiler, mit der er zwei Töchter und einen Sohn hatte.
Aus dem Ortssippenbuch Badenweiler ergibt sich folgender Auszug aus der Stammliste:
- Johann Michael (1795 – 1853) ⚭ Maria Verena geb. Grether
  - Ernst Friedrich (1819 – 1866) ⚭ 30. März 1852 Maria Magdalena Joner (1817 – 1900)
    - Ernst Scheffelt (1853 – 1922) ⚭ 10. April 1884 Ida Friederike Blüss (1864 – 1936)
      - Ernst Friedrich Emil (* 1885) ⚭ 28. Oktober 1919 Elise Sophie Meißburger
      - NN (*/† 1887)
      - Robert Friedrich (* 1888)
      - Elisabetha Maria Magdalena (* 1892)
      - Karl Wilhelm Ludwig (* 1898)

Der badische Abgeordnete Johann Michael Scheffelt war demnach der Urgroßvater von Ernst Scheffelt.

## Werke (Auswahl)
- Fische und Fischerei im Bodensee, Stuttgart : F. Enke, 1926
- Die Vogelwelt unserer Heimat, Freiburg i. Br. : Herder & Co., 1928
- Badenweiler in Vergangenheit und Gegenwart, 1933
- Badenweiler. Führer durch die Geschichte, Natur und Umgebung mit besonderer Berücksichtigung der Entwicklung des Kurorts Badenweiler, Badenweiler 1933
- Der Neuenfels bei Badenweiler. Geschichte einer kleinen Burg, Freiburg i. Br. 1954
- Aus der Geschichte des Dorfes Lipburg mit Sehringen und Hausbaden, Lipburg 1954
- Geschichte der Gemeinde Britzingen mit Dattingen, Muggardt und Güttigheim, Britzingen 1957
- Die Thermalquelle von Badenweiler, 1960 (zusammen mit K. Sauer)
- Das Institut für Seenforschung und Seenbewirtschaftung in Langenargen. In: Schriften des Vereins für Geschichte des Bodensees und seiner Umgebung, 53. Jg. 1924, S. 27–34 Digitalisat
- Blaufelchen und klimatische Faktoren. In: Schriften des Vereins für Geschichte des Bodensees und seiner Umgebung, 53. Jg. 1924, S. 35–56 Digitalisat	zusammen mit A. Kopfmüller
- Das Arbeitsprogramm des Institutes für Seenforschung in Langenargen, in: Rorschacher Neujahrsblatt. - Rorschach : Löpfle-Benz, 1911–2000. - Bd. 16 (1926), S. 65–66, 69–70 : Ill. Digitalisat
- Die aquatile Tierwelt des Nonnenmattweihers. In: Mitteilungen des Badischen Landesvereins für Naturkunde und Naturschutz, N.F. Band 1 (1919–1925). Freiburg i. Br., S. 33–49 (zobodat.at [PDF; 984 kB]).
- Die Crustaceenfauna des Nonnenmattweihers. In: Mitteilungen des Badischen Landesvereins für Naturkunde. Band 5 (1911–1915), Nr. 201–250. Freiburg i. Br., S. 237–246 (zobodat.at [PDF; 984 kB]).
- Die Vögel des Blauengebiets. In: Mitteilungen des Badischen Landesvereins für Naturkunde und Naturschutz. Band 6 (1911–1915), Nr. 251–300. Freiburg i. Br., S. 197–203 (zobodat.at [PDF; 1,2 MB]).
- Das Zooplankton des Chiemsees im Hochwasserjahr 1920. pdf
- Badenweilers Entwicklung zum modernen Kurort. In: Badische Heimat 1962, S. 222–255 pdf

## Ehrungen
Für seinen Einsatz im Ersten Weltkrieg wurde Scheffelt mehrfach ausgezeichnet. 1916 erhielt er das Verdienstkreuz für Kriegshilfe und 1917 die silberne Verdienstmedaille am Bande der militärischen Karl-Friedrich-Verdienstmedaille. 1918 folgte die Verleihung des Ritterkreuzes des Ordens vom Zähringer Löwen
Der Schwarzwaldverein Müllheim-Badenweiler, dessen langjähriger Vorsitzender er war, ernannte ihn nach der Neugründung 1948 zum Ehrenvorsitzenden.
Im Badenweiler Ortsteil Sehringen ist eine Straße nach Scheffelt benannt. 1954 wurde er von der damals selbständigen Gemeinde Lipburg (heute Ortsteil von Badenweiler) zum Ehrenbürger ernannt.